# ジョーン・オズボーン

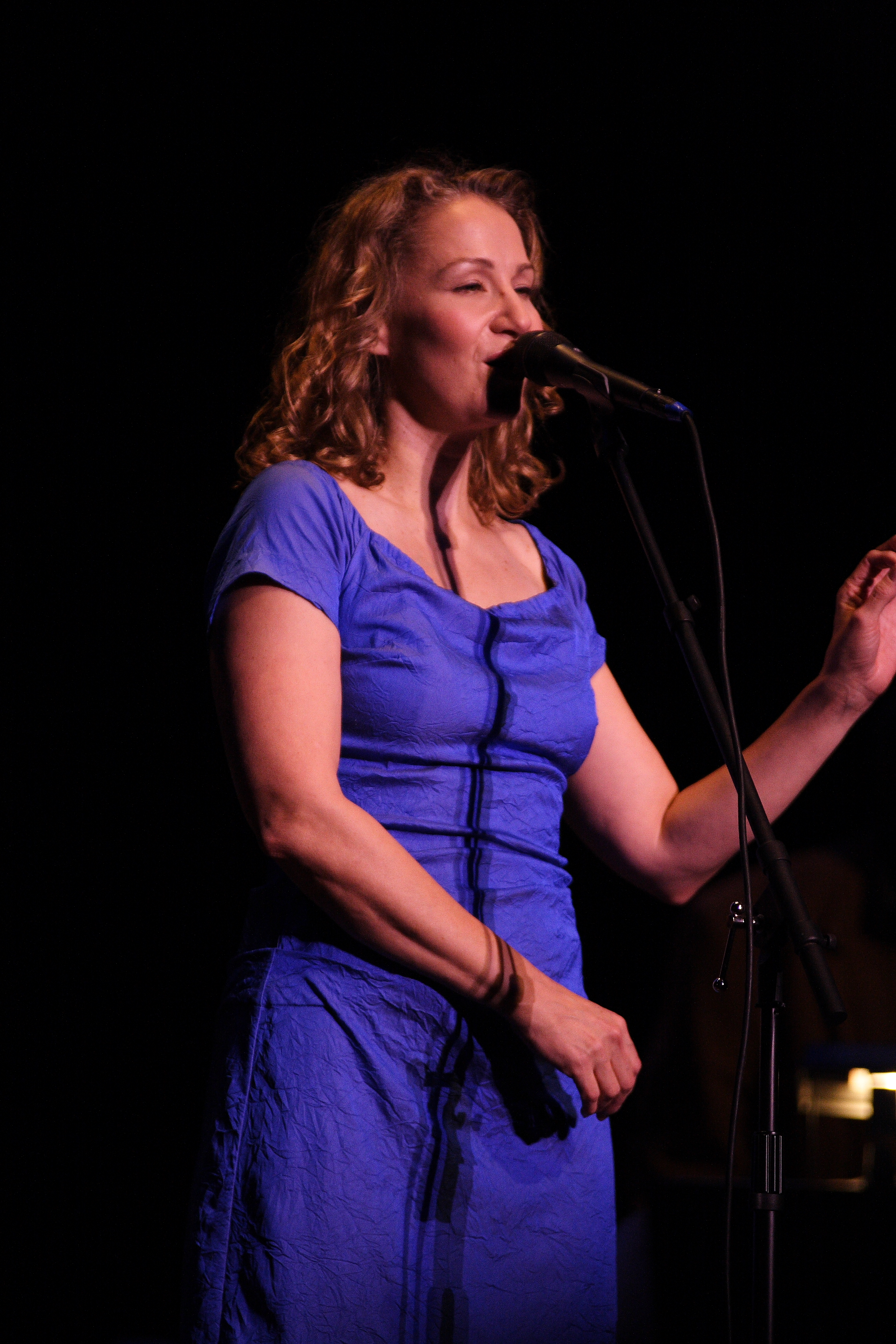
2008年、デラウェア州での公演にて

ジョーン・オズボーン（Joan Elizabeth Osborne, 1962年7月8日 - ) は、アメリカのシンガーソングライターである。

## 経歴
ケンタッキー州に生まれたオズボーンは、当初は映画業界に進むことを希望しており、1980年代後半に地元を離れてニューヨーク大学の映画学校に入学した。しかし、ニューヨークでの学生生活は楽ではなく、高い学費や生活費を稼ぐためアルバイトに明け暮れ、そのために1学期間、丸々休学していたこともあった。ある日、同じアパートの友人と近所のブルースバーに出かけ、ビリー・ホリデイの「God Bless the Child」を飛び入りで歌ったところ好評を得たため、このバーに歌手として出演するようになった。これがミュージシャンとしてのキャリアのスタートであった。
当初はあくまで学費を貯めるための活動だったが、バーや他のクラブなどで歌いながら、そこで出会ったミュージシャンたちとバンドを組み、自らインディーズレーベル「Womanly Hips」を作ってCD制作をするなど、次第に音楽に専念するようになっていった。やがてプロデューサーのリック・チャートフに見い出され、1995年、チャートフのプロデュースによるアルバム『レリッシュ』(Relish) でメジャーデビューを果たした。アルバム収録曲である「ワン・オブ・アス」("One of Us") がビルボード誌のトップ10入りする大ヒットとなり、この曲が映画『バニラ・スカイ』『ブルース・オールマイティ』のサウンドトラックに使われたり、またグラミー賞にも8部門でノミネートされる（結果的に受賞はなかった）など、オズボーンは一躍、人気ミュージシャンの仲間入りをした。
1996年、インディーズ時代の音源をまとめた『Early Recordings』をリリース。1998年にはサラ・マクラクランが始めた女性ミュージシャンのみのコンサート「リリス・フェア」(Lilith Fair) に出演し、シェリル・クロウ、フィオナ・アップル、スザンヌ・ヴェガらと共にステージに立った。
この頃のオズボーンは、映画のサウンドトラックや他ミュージシャンの曲にゲスト参加するなど堅調な活動を続けていたが、自らのニューアルバムの企画はなかなか進まなかった。やがて、自らの興味に従った音楽を作りたいオズボーンと「ワン・オブ・アス」のようなポップな曲の量産を望んでいたレコード会社との間で、音楽性について意見の相違が出てきたこともあり、ついに1999年、オズボーンは所属するマーキュリー・レコードから契約の解除を通告された。しかし「自分のアーティストとしての才能を信じなくてはいけないと思った」というオズボーンは、音楽活動を諦めず、プロデューサーのミッチェル・フルームと共に新作アルバムの制作に取りかかった。その後、インタースコープ・レコードとの契約を得て、2000年、オリジナルアルバムとしては『レリッシュ』以来となる『ライチャス・ラヴ』を発表した。
2002年、新たにインディーズレーベルのコンペンディアと契約し、ロックやソウルの曲をカバーしたアルバム『How Sweet It Is』をリリース。このアルバムは、長らくモータウンのバックバンドとして活動してきたファンク・ブラザースと共演したことがヒントになって制作された。なお、ファンク・ブラザースとの共演の模様は、同年に公開されたドキュメンタリー映画『永遠のモータウン』に収められている。
2003年にディクシー・チックスやザ・デッドのツアーに請われて参加するなど、しばらく他のミュージシャンのプロジェクト中心の活動を続けた後、2006年に『Pretty Little Stranger』、2007年に『Breakfast in Bed』、2008年に『Little Wild One』のアルバムを発表した。2009年にはチープ・トリックによるビートルズのカヴァーアルバム『Sgt. Peppers Live』にゲストボーカリストとして参加した。
2010年からは、元ブラック・クロウズのスティーヴ・ゴーマンが中心となって結成されたバンド、トリガー・ヒッピー (Trigger Hippy) のメンバーとしても活動し、アルバムを1枚発表したが、2017年に脱退した。トリガー・ヒッピーへの参加を最優先にするよう同バンド側が求めたのに対し、ソロアーティストとしての活動も行いたいオズボーンとの意見が分かれたことが理由であった。

## 音楽性
オズボーンの曲はブルースやソウルに影響を受けたロックが基調であるが、『Pretty Little Stranger』ではカントリー寄りのアプローチも見せている。さらに、オズボーンはイスラームの伝統音楽であるカッワーリーにも興味を寄せ、パキスタンの歌手ヌスラト・ファテー・アリー・ハーンに弟子入りしてカッワーリーを直接学ぶなど、多様なジャンルを自らの曲に取り入れている。
こういった幅広い分野への関心によって、ボブ・ディラン、スティーヴィー・ワンダーといったポピュラー音楽のミュージシャンのみならず、ルチアーノ・パヴァロッティなどクラシック畑の音楽家と共演した経験も重ねている。

## 人物
オズボーンは避妊と人工中絶を訴える女性団体「Planned Parenthood」に参加しており、また女性向けウェブサイト「Heroine Magazine」も主宰している。このことから、女性の意識向上に熱心なミュージシャンと見られている。なお、彼女自身は両性愛者であることを公表しており、2004年に生まれた娘がいる。
ローマ・カトリックの家庭で育ったが、その後はカトリックとは距離を置いており、大人になってからは「仏教やキリスト教から影響を受けたスピリチュアルな人間」であると自ら語っている。

## ディスコグラフィ
- Soul Show: Live at Delta 88（1991年）ライブ・アルバム
- Relish レリッシュ（1995年）
- Early Recordings（1996年）ライブアルバム
- Righteous Love ライチャス・ラヴ（2000年）
- How Sweet It Is（2002年）
- One of Us（2005年）ベスト・アルバム
- Christmas Means Love（2005年）バーンズ・アンド・ノーブルのみで取扱いのクリスマスアルバム
- Pretty Little Stranger（2006年）
- Breakfast in Bed（2007年）
- 20th Century Masters: The Best of Joan Osborne（2007年）ベストアルバム
- Little Wild One（2008年）
- Bring It On Home（2012年）
- Love and Hate（2014年）
- Songs of Bob Dylan（2017年）ボブ・ディランへのトリビュート・アルバム
- Trouble and Strife（2020年）
- Radio Waves（2022年）ライブアルバム
- Nobody Owns You（2023年）